# Wilhelm Gottfried Bauer

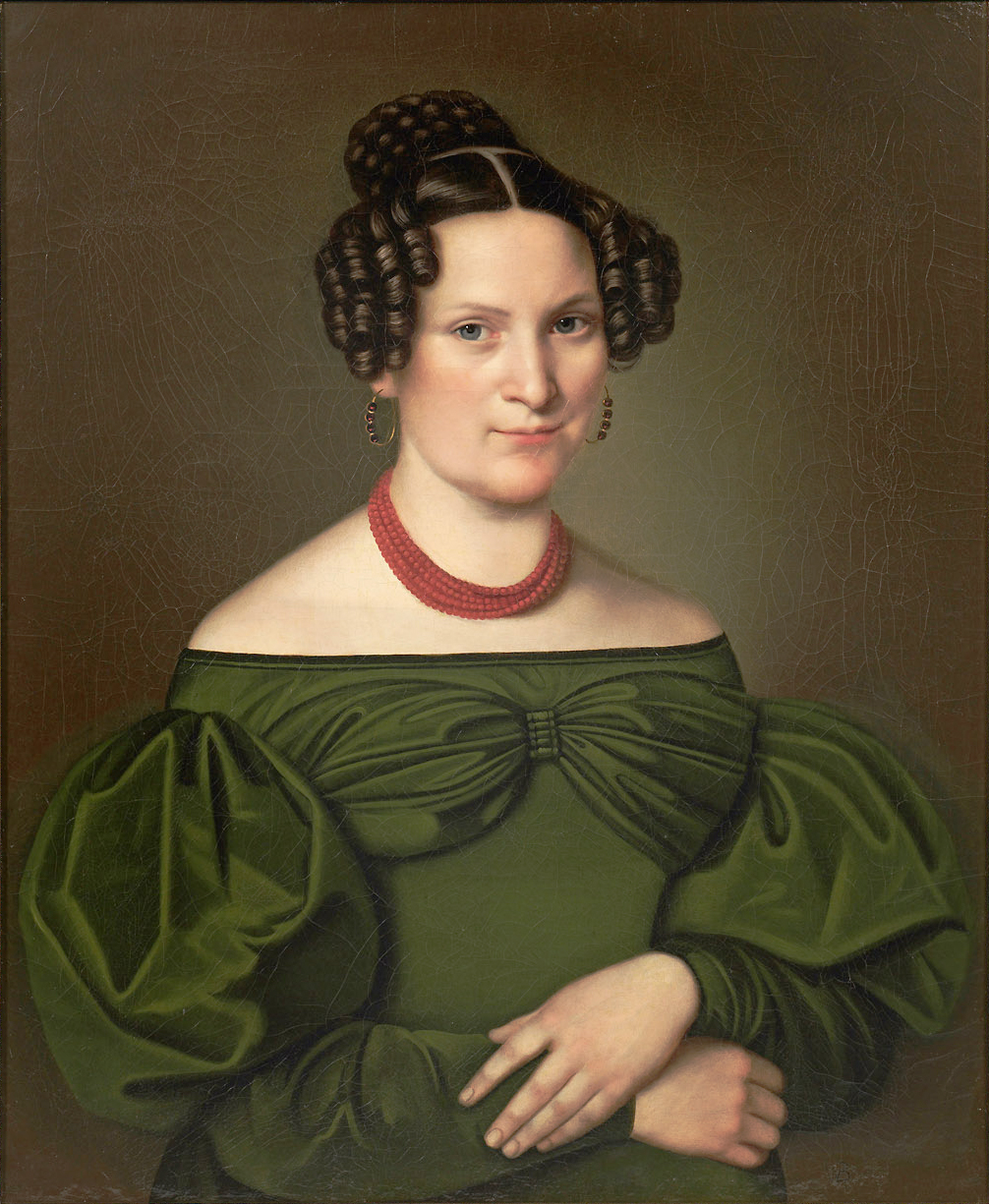
Damenporträt

Wilhelm Gottfried Bauer (* 1790 in Frohburg; † 24. April 1855 in Leipzig) war ein deutscher Porträtmaler und Kopierer.
Bauer studierte Porträtmalerei ab 1808 an der Dresdner Kunstakademie und ab dem 12. Juli 1817 an der Königlichen Akademie der Künste in München. 
Danach war er in Leipzig als Porträtmaler tätig. Er schuf auch Kopien von den Werken anderer Künstler sowie nach den Kupferstichen. Am 11. August 1823 heiratete er Henriette Wilhelmine geb. Schweiger.
Er war gehörlos. Sein von Georg Kaspar Nagler angegebenes Geburtsjahr 1779 ist falsch, da er beim Immatrikulieren im Jahre 1817 sein Alter von 26 Jahren angab. Nach der Leipziger Zeitung vom 27. April 1855 starb Wilhelm Gottfried Bauer am 24. April 1855 im Alter von 65 Jahren.